# GifCam
GifCam — проста безкоштовна програма для створення анімованих скріншотів та збереження їх у форматі GIF.

## Переваги програми
- безкоштовна;
- невелика (остання версія займає близько 700 кб);
- невибаглива до ресурсів комп'ютера (програма використовує менше 3 Мб оперативної пам'яті);
- працює без встановлення (портативна);
- проста в освоєнні;
- анімовані скріншоти, які генеруються програмою, є невеликого розміру, оскільки вона записує нерухомі ділянки тільки на першому кадрі, а на інших — лише зміни;
- є можливість редагувати скріншоти.

## Недоліки програми
- неможливість зменшити розміри скріншоту при редагуванні;
- немає можливості вибрати частоту кадрів меншу, ніж 10 кадрів за секунду;
- відсутня можливість змінювати тривалості всіх кадрів одночасно.